# Йон Айвиде Линдквист
Йон Айвиде Линдквист (на шведски: John Ajvide Lindqvist) е шведски драматург, сценарист и писател на бестселъри в жанра хорър.

## Биография и творчество
Йон Айвиде Линдквист е роден на 2 декември 1968 г. в Блакберг, предградие на Стокхолм, Швеция. Баща му работи в дъскорезница и в корабостроителниците, преди да се пенсионира по болест, а майка му работи в ресторант.
Отраства в Блакберг, където е тормозен и травмиран в началното училище. На 13 години се записва „Шведски магически кръг“, за да изучава тънкостите на илюзионизма. В гимназията е редактор на училищния вестник. След завършване на гимназията работи в продължение на 12 години като уличен артист в Стария град на Стокхолм – илюзионист и комедиант.
През 1992 г. се жени за Миа Айвида, учителка и поетеса, с която имат син.
В края на 90-те започва да пише за телевизията като автор и сценарист на сериали.
През 2004 г. е издаден първият му хорър роман „Покани ме да вляза“, който е на тема вампири, но в рамките на класическия хорър роман. Романът става международен бестселър и го прави известен. През 2008 г. е екранизиран в едноименния шведски филм с участието на Коре Хедербрант и Лина Леандършон, а през 2010 г. в американския римейк с участието на Коди Смит-Макфий, Клоуи Грейс Морец и Ричард Дженкинс.
Втората му книга от 2005 г. „Когато мъртвите се пробудят“ е на тема зомбита.
През 2008 г. е удостоен с литературната награда „Селма Лагерльоф“.
Йон Айвиде Линдквист живее със семейството си в Стокхолм.

## Произведения

### Самостоятелни романи
- Låt den rätte komma in (2004)
Покани ме да вляза, изд.: ИК „Колибри“, София (2010), прев. Росица Цветанова
- Hanteringen av odöda (2005)
Когато мъртвите се пробудят, изд.: ИК „Колибри“, София (2012), прев. Неда Димова-Бренстрьом
- Pappersväggar (2006)
- Tindalos (2007) – аудиокнига
- Människohamn (2008)
- Ansiktsburk av Erik Pettersson (2009)
- Lilla stjärna (2010)
- Låt de gamla drömmarna dö (2011)
- Tjärven (2011) – аудиокнига
Малка звезда, изд.: ИК „Изток-Запад“, София (2014), прев. Стела Джелепова
- Sulky och Bebbe regerar okej (2012) – с Миа Айвида
- Himmelstrand (2014)

### Разкази
- Elda telefonkataloger (2006)
- Fulet (2009)
- The Music of Bengt Karlsson, Murderer (2011) – в „A book of horrors“
Музиката на Бенке Карлсон, Убиеца в „Малкият зелен бог на агонията и други разкази“, изд.: ИК „Бард“, София (2013), прев. Юлиян Стойнов
- Come Unto Me (2013)
- Speciella omständigheter (2014)

### Пиеси
- Fem kända musiker döda i seriekrock (2013)
- Ett informellt samtal om den nuvarande situationen (2013) – с Томас Андерсън
- Storstugan – En pyromans berättelse (2014)

### Екранизации
- 1999 Reuter & Skoog – ТВ сериал, автор за 8 епизода
- 2005 Kommissionen – ТВ сериал, автор за 3 епизода
- 2008 Покани ме да вляза, Låt den rätte komma in – по романа, сценарий, режисьор Томас Алфредсън
- 2008 Pappersväggar – история
- 2008 Majken – история, режисьор Андреа Йостлунд
- 2008 Pappersväggar – режисьор Томас Старк
- 2010 Пусни ме да вляза, Let Me In – по „Låt den rätte komma in“, сценарист, режисьор Мат Рийвс
- 2016 Hanteringen av odöda – по романа